# Топ ган: Маверик
Топ ган: Маверик (енгл. Top Gun: Maverick) амерички је акциони и драмски филм из 2022. године у режији Џозефа Косињског. Сценарио потписују Ерен Кругер, Ерик Ворен Сингер и Кристофер Маквори, по причи Питера Крејга и Џастина Маркса. Наставак је филма Топ ган из 1986. године. Главну улогу тумачи Том Круз, док се у споредним улогама налазе: Мајлс Телер, Џенифер Конели, Џон Хам, Глен Пауел, Луис Пулман, Ед Харис и Вал Килмер. Круз и Килмер понављају своје улоге из првог филма. Радња се одвија 36 година после догађаја из првог филма и прати Маверика који се враћа у Школу за морнаричке пилоте Сједињених Америчких Држава, где је задужен за обуку нове ескадриле борбених пилота.
Развој наставка филма Топ ган најављен је 2010. године, када је Paramount Pictures унајмио редитеља оригиналног филма, Тонија Скота, и продуцента Џерија Брукхајмера, са планом да се Круз и Килмер врате у главне улоге. После првог нацрта, завршеног средином 2012. године, Скот је извршио самоубиство, што је довело до паузе у продукцији филма. У јуну 2017. године, Џозеф Косињски је ангажован да преправи нацрт Крејговог и Марксовог сценарија. С обзиром на то да су Круг и други чланови глумачке поставе дошли почетком 2018. године, снимање је трајало од маја 2018. до априла 2019. у Калифорнији, Вашингтону и Мериленду. Филм је снимљен помоћу IMAX сертификованих камера са 6К екраном.
Премијерно је приказан 28. априла 2022. године, а Paramount Pictures га је пустио у биоскопе 27. маја 2022. године, односно Taramount Film 26. маја у Србији. Било је планирано да буде приказан 12. јула 2019. године, али је одложен како би продукцијски тим успео да сними неколико сложених акционих сцена, након чега је уследила пандемије ковида 19, као и сукоби око распореда. Добио је веома добре критике, а многи су га оценили бољим од оригиналног филма. Наставак је тренутно у фази развоја.

## Радња
Више од 30 година након што је дипломирао на Топ гану, капетан Морнарице Сједињених Држава Пит „Маверик” Мичел ради као пробни пилот. Упркос бројним постигнућима, константна непослушност га спречава да напредује у рангу. Његов пријатељ и бивши такмац из Топ гана, адмирал Том „Ледени” Казански, сада командант Пацифичке флоте САД-а, често штити Маверика од приземљења.
Контраадмирал Честер „Хамер” Кејн намерава да укине Мавериков надзвучни програм „Даркстар” у корист финансирања дронова. Да би спасао програм, Маверик самовољно мења циљну брзину за пробу заказану за исти дан са 9 махова на 10 махова, што је циљ програма. Међутим, прекорачује брзину од 10 маха и прототип бива уништен. Ледени поново спасава Маверикову каријеру премештајући га у морнаричку базу „Северно острво” на његов следећи задатак, али Кејн говори Маверику да ће добу борбених авиона са посадом ускоро одзвонити.
Морнарица је добила задатак да уништи непријатељско постројење за обогаћивање уранијума, које се налази у подземном бункеру на крају једног кањона, пре него буде пуштено у рад. Постројење бране ракете земља-ваздух СА-3 Гоа, џи-пи-ес ометачи, због којих су авиони типа F-35 лајтнинг II неприкладни за тај посао, и ловци пете генерације Сухој Су-57, као и старији F-14 томкети. Маверик смишља план којим су предвиђена два пара авиона типа F/A-18E/F супер хорнет наоружана ракетама са ласерским навођењем. Иако жели да управља мисијом, Маверику бива додељен задатак обуке елитне групе свежих дипломаца Топ гана коју је окупио вицеадмирал Бо „Циклон” Симпсон, коме се не допадају Маверикове неортодоксне методе.
Маверик побеђује све своје скептичне ученике у ваздушним борбама и тако стиче њихово поштовање. Поручници Џејк „Хенгмен” Сересин и Бредли „Рустер” Бредшо — син Мавериковог покојног најбољег пријатеља и официра за радарско пресретање Ника „Гуса” Бредшоа — на ратној су нози; Рустеру се не допада Хенгменова ароганција, а Хенгмену Рустерово опрезно летење. Маверик се поново састаје са Пени Бенџамин, бившом девојком и власницом кафића, којој открива да га је Рустерова мајка на самрти натерала да обећа да Рустер неће постати пилот. Рустер, несвестан обећања, јер Маверик не жели да Рустер криви своју мајку, замера Маверику што га је ометао у војној каријери и криви га за смрт свог оца.
Маверик не жели да настави да се меша у Рустерову каријеру, али једина алтернатива је да га пошаље на поменуту, изузетно опасну, мисију. Своју дилему износи Леденом, који умире од рака грла. Ледени саветује да је време да престане да гледа у прошлост и уверава га да је потребан и морнарици и Рустеру. Пенијина ћерка затиче Маверика како се искрада из Пенијине куће, у којој су управо поново започели љубавну везу.
Пошто Мавериков заштитник умре, Циклон уклања Маверика са места инструктора након тренинга на ком услед судара са јатом птица један од авиона бива срушен. Циклон олабављује параметре мисије, чиме извршење исте постаје лакше али бег постаје много тежи. Док Циклон саопштава пилотима нове параметре, Маверик неовлашћено и успешно лети кроз руту обуке по првобитним параметрима, доказујући да је мисија изводљива. Циклон невољно поставља Маверика за вођу тима.
Маверик управља главним F/A-18E, у пратњи авиона F/A-18F којим управљају поручница Наташа „Феникс” Трејс и поручник Роберт „Боб” Флојд. Рустер предводи други ударни пар, који у авиону-парњаку чине поручник Рубен „Пејбек” Фич и поручник Мики „Фанбој” Гарсија. По узлетању четири млазњака са носача авиона Теодор Рузвелт, са крстарице Leyte Gulf бивају испаљене крстареће ракете Томахок које погађају оближњу ваздушну базу. Тимови уништавају постројење, али упадају у зону ПВО-системâ. Рустер остаје без мамаца, па Маверик жртвује свој млазњак да би га одбранио.
Због сумње да је Маверик настрадао, осталима бива наређено да се врате на носач, али Рустер се враћа и открива да се Маверик безбедно катапултирао и да га напада Ми-24. Након што га уништи, Рустера обара ПВО-ракета и он се катапултира. Дуо се поново састаје и краде F-14 томкет из бомбардоване ваздушне базе. Маверик и Рустер уништавају два пресретачка Су-57, али напада их трећи пошто им нестане муниције и мамаца. Из приправности стиже Хенгмен и обара га, након чега се авиони враћају на носач.
Касније, Рустер помаже Маверику да поправи свој P-51 Мустанг. Рустер гледа фотографију успеха њихове мисије, закачену поред фотографије његовог покојног оца са младим Мавериком, док Пени и Маверик лете према Сунцу на заласку.

## Улоге
| Глумац          | Улога                                    |
| --------------- | ---------------------------------------- |
| Том Круз        | Капетан бојног брода Пит „Маверик” Мичел |
| Мајлс Телер     | Поручник корвете Бредли „Рустер” Бредшо  |
| Џенифер Конели  | Пенелопа „Пени” Бенџамин                 |
| Џон Хам         | Вице-адмирал Бо „Циклон” Симпсон         |
| Глен Пауел      | Поручник корвете Џејк „Хенгмен” Сересин  |
| Луис Пулман     | Поручник корвете Роберт „Боб” Флојд      |
| Ед Харис        | Контра-адмирал Честер „Хамер” Кејн       |
| Вал Килмер      | Адмирал Том „Ледени” Казански            |
| Моника Барбаро  | Поручник корвете Наташа „Феникс” Трејс   |
| Чарлс Парнел    | Контра-адмирал Соломон „Ворлок” Бејтс    |
| Џеј Елис        | Поручник корвете Рубен „Пејбек” Фич      |
| Дени Рамирез    | Поручник корвете Мики „Фанбој” Гарсија   |
| Грег Дејвис     | Поручник корвете Хави „Којот” Мачадо     |
| Башир Салахудин | Заставник Берни „Хондо” Колман           |
| Мени Џасинто    | Поручник корвете Били „Фриц” Авалон      |
| Џек Шумахер     | Поручник корвете Нил „Омаха” Викандер    |
| Џејк Пикинг     | Поручник корвете Бригам „Харвард” Ленокс |
| Рејмонд Ли      | Поручник корвете Логан „Јејл” Ли         |
| Лилијана Вреј   | Амилија Бенџамин                         |
| Џин Луиза Кели  | Сара Казански                            |
| Боб Стивенсон   | Едвард Клејтон                           |
| Челси Харис     | Анџела Берк                              |

## Снимање
Снимање филма званично је почело 30. маја 2018. године у Сан Дијегу, Калифорнија. Том Круз је већ наредног дана поделио фотографију са првог дана снимања. Било је планирано да се снимање заврши до 15. априла 2019. године, такође у Сан Дијегу. Премијера филма првобитно је била најављена за 12. јул 2019, али је Парамаунт пикчерс крајем августа 2018. објавио да ће се премијера ипак одржати 2020. и то 26. јуна.

## Кастинг
Поред Тома Круза, који се вратио у улогу Пита „Маверика” Мичела, и Вал Килмер се вратио у улогу Тома „Леденог” Казанског. Килмер је претходно путем друштвених мрежа и сâм исказао велику жељу да се врати у улогу. Упркос великој жељи Кели Макгилис да се врати у лик Маверикове велике љубави, Шарлот „Чарли” Блеквуд, то се није десило, а ни Мег Рајан се није вратила као Керол Бредшо, али је улогу њеног сина Бредлија тумачио Мајлс Телер.